# 环同态
在环论或抽象代数中，环同态是指两个环 {\displaystyle R} 與 {\displaystyle S} 之间的映射 {\displaystyle f} 保持两个环的加法与乘法运算。
更加精确地，如果 {\displaystyle R} 和 {\displaystyle S} 是环，则环同态是一个函数{\displaystyle f:R\rightarrow S}，使得：
- {\displaystyle f(a+b)=f(a)+f(b)}，对于 {\displaystyle R} 内的所有 {\displaystyle a} 和 {\displaystyle b}；
- {\displaystyle f(ab)=f(a)f(b)}，对于 {\displaystyle R} 内的所有 {\displaystyle a} 和  {\displaystyle b}；
- {\displaystyle f(1)=1}。

如果我们不要求环具有乘法单位元，则最后一个条件不需要。

## 性质
直接从这些定义，我们可以推出：
- {\displaystyle f(0)=0}
- {\displaystyle f(-a)=-f(a)}
- 如果 {\displaystyle a} 在 {\displaystyle R} 内具有乘法逆元，则 {\displaystyle f(a)} 在 {\displaystyle S} 内具有乘法逆元，且有 {\displaystyle f(a^{-1})=(f(a))^{-1}}。
- {\displaystyle f} 的核，定义为{\displaystyle \ker(f)=\{a\ \mathrm {in} \ R:f(a)=0\}}，是 {\displaystyle R} 内的一个理想。每一个交换环 {\displaystyle R} 内的理想都可以从某个环同态用这种方法得出。对于具有单位元的环，环同态的核是一个没有单位元的子环。
- 环同态 {\displaystyle f} 是单射，当且仅当{\displaystyle \ker(f)=\{0\}}。
- {\displaystyle f} 的像，{\displaystyle \mathrm {im} (f)}，是 {\displaystyle S} 的一个子环。
- 如果 {\displaystyle f} 是双射，那么它的逆映射 {\displaystyle f^{-1}} 也是环同态。在这种情况下，{\displaystyle f} 称为同构。在环论的立场下，同构的环不能被区分。
- 如果存在一个环同态 {\displaystyle f:R\rightarrow S}，那么 {\displaystyle S} 的特征整除 {\displaystyle R} 的特征。这有时候可以用来证明在一定的环 {\displaystyle R} 和 {\displaystyle S} 之间，不存在环同态 {\displaystyle R\rightarrow S}。
- 如果 {\displaystyle R} 是一个域，则 {\displaystyle f} 要么是单射，要么是零函数。（但是，如果 {\displaystyle f} 保持乘法单位元，则它不能是零函数）。
- 如果 {\displaystyle R} 和 {\displaystyle S} 都是域，则 {\displaystyle \mathrm {im} (f)} 是 {\displaystyle S} 的一个子域（如果 {\displaystyle f} 不是零函数）。
- 如果{\displaystyle R} 和 {\displaystyle S} 是交换环，{\displaystyle S} 没有零因子，则 {\displaystyle \ker(f)} 是 {\displaystyle R} 的一个素理想。
- 如果{\displaystyle R} 和 {\displaystyle S} 是交换环，{\displaystyle S} 是一个域，且 {\displaystyle f} 是满射，则 {\displaystyle \ker(f)} 是 {\displaystyle R} 的一个最大理想。
- 对于每一个环 {\displaystyle R}，都存在一个唯一的环同态 {\displaystyle \mathbb {Z} \rightarrow R}。这就是说，整数环是环范畴中的始对象。

## 例子
- 函数 {\displaystyle f:\mathbb {R} \rightarrow \mathbb {R} _{n}}，由 {\displaystyle f(a)=[a]_{n}=a{\bmod {n}}} 定义，是一个满射的环同态，它的核为{\displaystyle n\mathbb {Z} }。
- 当 {\displaystyle n>1} 时，不存在环同态{\displaystyle \mathbb {Z} _{n}\rightarrow \mathbb {Z} }。
- 如果 {\displaystyle \mathbb {R} [X]} 表示变量为 {\displaystyle X} 的所有实系数多项式的环，{\displaystyle \mathbb {C} }表示复数域，则函数 {\displaystyle f:\mathbb {R} [X]\rightarrow \mathbb {C} }，由 {\displaystyle f(p)=p(i)} 定义（在多项式 {\displaystyle p} 中用虚数单位 {\displaystyle i} 来代替变量 {\displaystyle X}），是一个满射的环同态。{\displaystyle f} 的核由 {\displaystyle \mathbb {R} [X]} 内所有能被 {\displaystyle X^{2}+1} 整除的多项式组成。

## 环同态的种类
- 双射的环同态称为环同构。
- 定义域与值域相同的环同态称为环自同态。

在环范畴中，单射的环同态与单同态是相等的：如果 {\displaystyle f:R\rightarrow S} 是单同态而不是单射，则它把某个 {\displaystyle r_{1}} 和 {\displaystyle r_{2}} 映射到 {\displaystyle S} 的同一个元素。考虑从 {\displaystyle \mathbb {Z} [x]} 到 {\displaystyle R} 的两个映射 {\displaystyle g_{1}} 和 {\displaystyle g_{2}}，分别把 {\displaystyle x} 映射到 {\displaystyle r_{1}} 和 {\displaystyle r_{2}}；{\displaystyle f\circ g_{1}}和 {\displaystyle f\circ g_{2}}是相等的，但由于 {\displaystyle f} 是单同态，这是不可能的。
然而，在环范畴中，满射的环同态与满同态是非常不同的。例如，{\displaystyle \mathbb {Z} \subseteq \mathbb {Q} } 是满同态，但不是满射。